# Carlisle (Carolina do Sul)
Carlisle é uma cidade  localizada no estado norte-americano de Carolina do Sul, no Condado de Union.

## Demografia
Segundo o censo norte-americano de 2000, a sua população era de 496 habitantes.
Em 2006, foi estimada uma população de 468, um decréscimo de 28 (-5.6%).

## Geografia
De acordo com o United States Census Bureau tem uma área de
3,7 km², dos quais 3,7 km² cobertos por terra e 0,0 km² cobertos por água. Carlisle localiza-se a aproximadamente 107 m acima do nível do mar.

## Localidades na vizinhança
O diagrama seguinte representa as localidades num raio de 24 km ao redor de Carlisle.